# Francières, Oise

Francières este o comună în departamentul Oise, Franța. În 1 ianuarie 2022 avea o populație de 544 de locuitori.